# Герике, Вильгельм
Вильгельм Герике (нем. Wilhelm Gericke; 18 мая 1845, Шванберг, Австрия — 27 октября 1925, Вена) — австрийский дирижёр и композитор.
Окончил Венскую консерваторию (1865), ученик Феликса Отто Дессоффа.
С 1874 года капельмейстер Венской придворной оперы; дирижировал, в частности, первым в Вене представлением оперы Рихарда Вагнера «Тангейзер». С 1880 года дирижёр венского Общества друзей музыки. В 1884—1889 и 1898—1906 годах работал в США как главный дирижёр Бостонского симфонического оркестра, в перерыве в 1890—1895 годах вновь руководил концертами венского Общества друзей музыки, в 1895—1896 годах работал в Дрездене.
Композиторское наследие Герике включает Реквием, несколько оперетт, различные камерные ансамбли, две фортепианные сонаты.